# Дашамахавідья

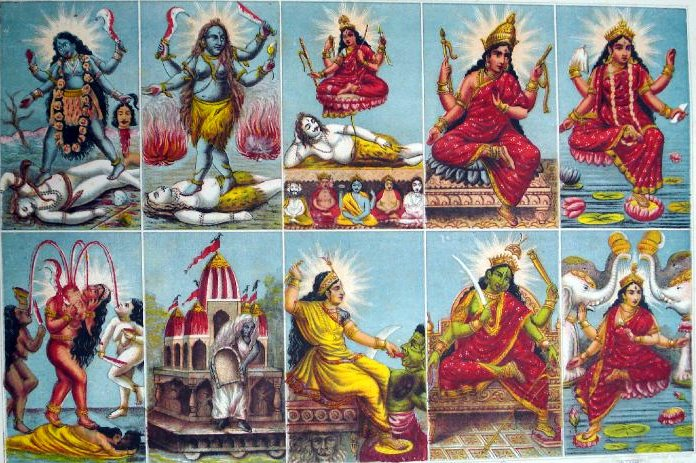
Калі, Тара, Шодаші, Бхуванешварі, Бхайраві,
Чіннамаста, Дхумаваті, Багаламукхі, Матангі і Камала.

Дашамахавідья ( dasamahāvidyā IAST,«десять великих знань») — група з десяти жіночих божеств в індуїзмі, найбільшу роль відіграють у його тантричних напрямках. Шануються як форми Великої Богині — Mahādevī санскритом.

## Етимологія

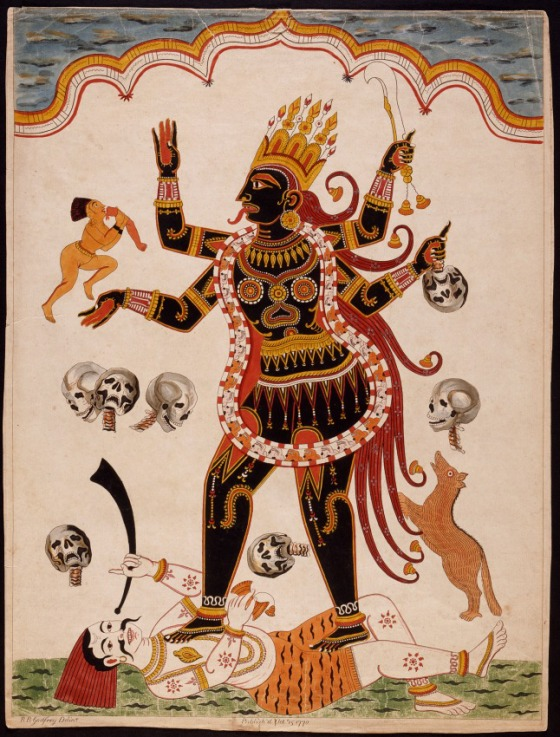
Калі

Назва Махавідья має санскритські корені «маха» — великий, могутній і «від'я» — відати, знати, мудрість.
До складу дашамахавідья входять самостійні божества, так і ті, що зустрічаються тільки в групі. Це: Калі, Тара, Тріпурасундарі (Шодаші), Бхуванешварі, Чіннамаста, Бхайраві, Дхумаваті, Багаламукхі, Матангі, Камала. Згадуються в текстах«Тантрасара»,«Шакті-Прамод»,«Шактісангама-тантра», «Девібхаґавата-Пурана»,«Бріхаддхарма-пурана».
Дашамахавідья з'являються в пізній шактиській редакції історії про жертвопринесення Дакші. Розгнівана тим, що Шива не пускає її до палацу батька з'ясувати стосунки, Саті прийняла свій самий страхітливий вигляд, чим сильно його налякала. Щоб позбавити чоловіка можливості уникнути розмови, Саті оточила його десятьма своїми проявами, власне дашамахавідья, і Шиві довелося поступитися.

## Імена
«Єдина істина виявляється в десяти різних способів; Велика Мати проявляється в 10 різних особах» — Даша-Махавідья («десять-Махавідій»). Махавідьї мають тантричну природу та ідентифікуються як:
1. Калі: кінцева форма Брахмана, «Пожирач Часу» (У Шактизмі Вища божество Калікула, головна в калі-югу)
2. Тара: Богиня поводир і захисник-берегиня, Спаситель, що пропонує знання які дають порятунок (також відома як Neel Saraswati) головна в двапара-югу.
3. Лаліта-Тріпурасундарі(Shodashi): Богиня «Прекрасна в трьох світах» (У шактізмі вище божество Шрікула; «тантрична Парваті» або «Мокша Мукута», головна в сатья-югу
4. Бхуванешварі: Богиня Мати Миру, чиє тіло це космос, головна в трета-югу
5. Бхайраві: Люта богиня терору і жаху
6. Чіннамаста: Самообезголовлена богиня
7. Дхумаваті: Богиня вдова або богиня смерті
8. Багаламукхі: Богиня паралізуюча ворогів
9. Матангі: Перший міністр Лаліти (у системіSrikula); «тантрична Сарасваті»
10. Камала: Богиня лотоса; «тантрична Лакшмі»

Гухьятігуйха-тантра асоціює Махавідій з 10 аватарами Вішну, і каже що Махавідьі від виникли від цих аватарів. Всі 10 образів Богині, мирні і жахливі, шануються як усезагальна Мати.
Ніруттара-тантра вказує вісімнадцять Махавідья: «Калі, Тара, Чхіннамаста, Матангі, Бхуванешварі, Аннапурна, Нітья, Махішамардіні Дурга, Тваріта, Тріпура, Пута, Бхайраві, Вагала, Дхумаваті, Камала, Сарасваті, Джаядурга і Тріпурасундарі — це вісімнадцять Махавідья, зазначені в тантрах та інших писаннях».